# Флеминг, Валери
Валери Флеминг (англ. Valerie Fleming, 18 декабря 1976, Сан-Франциско, Калифорния) — американская бобслеистка, выступающая за сборную США с 2003 года. Серебряная призёрша Турина, обладательница нескольких медалей чемпионатов мира.

## Биография
Валери Флеминг родилась 18 декабря 1976 года в городе Сан-Франциско, штат Калифорния, там провела детство и окончила старшие классы школы. Позже поступила в Калифорнийский университет, где активно занималась лёгкой атлетикой, в частности, бегом на короткие дистанции и метанием копья. В 2003 году решила попробовать себя в бобслее, присоединилась к национальной команде и под руководством тренера Билла Тавареса стала выступать на профессиональном уровне. Первое время разгоняла боб Джин Прам, однако вместе им не удалось достичь каких-либо серьёзных результатов.
Практически все успехи в карьере Флеминг связаны с партнёршей-пилотом Шоной Робок, они завоевали бронзовую медаль на чемпионате мира 2005 года в Калгари, а в 2006-м поехали защищать честь страны на Олимпийские игры в Турин, где взяли серебро. В 2007 году их медальная копилка пополнилась ещё одной бронзой, выигранной на мировом первенстве в швейцарском Санкт-Морице. В 2009 году на чемпионате мира в Лейк-Плэсиде Флеминг получила бронзу за участие в состязаниях смешанных команд. На чемпионате мира 2011 года в Кёнигсзее пополнила послужной список ещё одним серебром. В общей сложности Валери Флеминг 19 раз занимала призовые места на различных этапах Кубка мира, в том числе трижды приезжала первой.
Ныне живёт и тренируется в городе Парк-Сити. У неё есть сестра-близнец Виктория.